# Croix de la Couardière
La Croix de la Couardière, est située devant la chapelle Saint-Roch, au lieu-dit la Couardière, sur la commune de  Ploërmel dans le Morbihan.

## Historique
La croix de la Couardière fait l’objet d’une inscription au titre des monuments historiques depuis le 30 mai 1927.
La croix monolithe est directement plantée au sol.